# ウィットルド・ヤブロンスキー
ウィットルド・ヤブロンスキー(ポーランド語: Witold Andrzej Jabłoński、英語: Witold Jablonski)(1901年1月10日－1957年7月7日)は、ポーランドの東洋学者。中国名はヤブロンスキーの音を写した「夏伯龍」(Xia Bo-long)。

## 経歴
1901年生まれ。ワルシャワのギムナジウムで教育を受けた後、ワルシャワ大学で文献学を学んだ。1920年から21年まで、ポーランド陸軍に志願兵として従軍し、復学後1924年に卒業した。卒業後、フランスのパリ大学へ留学し、フランス国立東洋言語文化学院で学んだ。1927年、教員資格を取得。

### 中国での生活
1930年に大学院を修了すると、国際連盟の中国教育改革委員会の顧問となった。また、1931年から1932年まで、北京の清華大学でフランス語教師として赴任し、フランス文学と歴史を教えた。この間に、中国国内を旅行している。

### ポーランド帰国後
1932年に帰国し、ワルシャワ大学に博士学位論文”Le sentiment personnel et le conformisme dans le Li Ki”を提出。ヤギェウォ大学で中国語を教えるとともに、ワルシャワ大学の東洋学神学校の助手となった。後に准教授、教授に昇進。1936年から1937年には、イギリス、日本、韓国、アメリカを回り、燕京大学では比較言語学の講義を行った。
1957年、出張中の北京にて急死した。

## 研究内容・業績
『荘子』の翻訳を行ったことで知られる。